# Comunitat de comunes de l'Haut Val-d'Oise
La Comunitat de comunes de l'Haut Val-d'Oise (oficialment: Communauté de communes du Haut Val-d'Oise) és una Comunitat de comunes del departament de la Val-d'Oise, a la regió de l'Illa de França.
Creada al 2004, està formada per 9 municipis i la seu es troba a Beaumont-sur-Oise.

## Municipis
1. Beaumont-sur-Oise
2. Bernes-sur-Oise
3. Bruyères-sur-Oise
4. Champagne-sur-Oise
5. Mours
6. Nointel
7. Noisy-sur-Oise
8. Persan
9. Ronquerolles